# Jony Rodríguez
Jonathan Rodríguez Menéndez (Cangas del Narcea, Asturias, España, 9 de julio de 1991) es un exfutbolista español que jugaba de centrocampista.

## Trayectoria
Comenzó la práctica del fútbol en la Sociedad Deportiva Narcea y durante su etapa como cadete pasó a las categorías inferiores del Real Oviedo. Tras completar su formación en el fútbol base en La Masía, donde disputó las temporadas 2008-09 y 2009-10 en el equipo juvenil del F. C. Barcelona, se incorporó al Real Oviedo Vetusta en 2010. El 26 de septiembre del mismo año debutó con el Real Oviedo en la Segunda División B. Posteriormente, continuó su andadura por la categoría en el Club Marino de Luanco, el Getafe C. F. "B" y el Real Avilés C. F. hasta 2013, momento en que fichó por el Real Sporting de Gijón "B".
El 10 de mayo de 2014 debutó con el Real Sporting de Gijón en Segunda División en un encuentro ante el Hércules C. F. disputado en el estadio El Molinón en el que anotó el primer gol de su equipo.
El 23 de junio de 2016 se confirmó su fichaje por el Málaga C. F. para las siguientes cuatro campañas. En enero de 2018 fue cedido al Sporting para disputar lo que restaba de la temporada 2017-18. Para el curso 2018-19 el Málaga lo cedió nuevamente al Deportivo Alavés. Una temporada después fue traspasado a la S. S. Lazio.
El 20 de septiembre de 2020 se marchó cedido al C. A. Osasuna con una opción de compra al término de la cesión de 5 millones de euros. Esta no se hizo efectiva y abandonó el club una vez finalizó la temporada. El siguiente paso en su carrera llegó en enero de 2022, cuando en las últimas horas de mercado la S. S. Lazio lo cedió hasta el mes de junio al Real Sporting de Gijón, iniciando así su tercera etapa en el club. A finales de julio ambos clubes acordaron una nueva cesión para la temporada 2022-23. La siguiente, una vez ya desvinculado del equipo italiano, se unió al F. C. Cartagena, rescindiendo su contrato en enero de 2024.

## Clubes
| Club                            | País   | Año       | Liga      | Partidos | Goles |
| ------------------------------- | ------ | --------- | --------- | -------- | ----- |
| Real Oviedo Vetusta             | España | 2010-2011 | 3.ª       | 24       | 4     |
| Club Marino de Luanco           | España | 2011-2012 | 2.ª B     | 34       | 5     |
| Getafe C. F. "B"                | España | 2012      | 2.ª B     | 8        | 1     |
| Real Avilés C. F.               | España | 2013      | 2.ª B     | 16       | 0     |
| Real Sporting de Gijón "B"      | España | 2013-2014 | 2.ª B     | 31       | 8     |
| Real Sporting de Gijón          | España | 2014-2016 | 2.ª y 1.ª | 85       | 15    |
| Málaga C. F.                    | España | 2016-2018 | 1.ª       | 33       | 2     |
| Real Sporting de Gijón (cedido) | España | 2018      | 2.ª       | 23       | 6     |
| Deportivo Alavés (cedido)       | España | 2018-2019 | 1.ª       | 37       | 4     |
| S. S. Lazio                     | Italia | 2019-2020 | 1.ª       | 32       | 0     |
| C. A. Osasuna (cedido)          | España | 2020-2021 | 1.ª       | 24       | 0     |
| Real Sporting de Gijón (cedido) | España | 2022-2023 | 2.ª       | 24       | 1     |
| F. C. Cartagena                 | España | 2023-2024 | 2.ª       | 3        | 0     |

## Palmarés

### Campeonatos nacionales
| Título              | Club        | País   | Año  |
| ------------------- | ----------- | ------ | ---- |
| Supercopa de Italia | S. S. Lazio | Italia | 2019 |